# Koripandriyo
Koripandriyo is een bestuurslaag in het regentschap Pati van de provincie Midden-Java, Indonesië. Koripandriyo telt 828 inwoners (volkstelling 2010).